# Ermita de la Virgen de los Huertos (Berlangas de Roa)
La ermita de la Virgen de los Huertos es una ermita románica del siglo XII situada a las afueras de la localidad burgalesa de Berlangas de Roa (España).
Destaca el arco románico de la entrada y la imagen del siglo XII de la Virgen de los Huertos, patrona de la localidad. Unas obras realizadas en 2015 para arreglar unas humedades sacaron a la luz un arco gótico. La espadaña fue añadida en el siglo XX. En el interior cuenta con un coro.
En febrero de 2010 se mejoró la iluminación interior del templo. En 2016 se arregló la vidriera, y en 2017 la fachada.
Con motivo de las fiestas patronales, la imagen de la patrona es llevada al pueblo y tras las celebraciones es devuelta a su ermita.